# Powiat Abashiri
Powiat Abashiri (jap. 網走郡 Abashiri-gun) – powiat w Japonii, w prefekturze Hokkaido, w podprefekturze Ohōtsuku. W 2024 roku liczył 28 040 mieszkańców.

## Miejscowości
- Bihoro
- Ōzora
- Tsubetsu